# Zweipunktige Wiesenwanze
Die Zweipunktige Wiesenwanze (Closterotomus norwegicus), auch Norwegische Schmuckwanze genannt, gehört in die Familie der Weichwanzen, die der Ordnung der Schnabelkerfe zugehörig ist.

## Merkmale
Die Zweipunktige Wiesenwanze wird 6–9 mm groß. Ihren Namen hat sie zwei auffälligen dunklen Punkten auf dem Halsschild zu verdanken. Eine Bestimmung ausschließlich nach diesem Merkmal ist allerdings nicht möglich, weil diese Punkte auch bei einigen verwandten Arten auftreten. Die meist grüne bis gelbgrüne recht schmale Wanze hat an der rauchig getönten Flügelmembran gelbliche bis grünliche Adern. Besonders das Männchen besitzt oft eine unscharf begrenzte bräunliche Längsbinde über die Flügel. Es kommen aber auch einheitlich blassgrün gefärbte Tiere und solche mit grauer Flügelfärbung vor. Für die Unterscheidung von ähnlichen Arten wichtig ist die Länge der Dornen an den Schienen (Tibien) (bei dieser Art sind sie kürzer als die Tibia breit ist) und die relative Länge der Antennenglieder (bei dieser Art ist das zweite Segment etwa gleich lang wie das dritte und vierte zusammengenommen).
Die Nymphen sind überwiegend grün bis gelblich grün mit schwarzen Haaren.

## Lebensraum und Ernährung
Die Wanze lebt in Wiesen und anderen offenen (unbewaldeten) Habitaten. Sie ist in vielen Regionen die häufigste Wanzenart in Getreidefeldern. Als Nahrungs- und Eiablagepflanze bevorzugt sie Korbblütler (Asteraceae), wo das Weibchen die Eier mit seinem Legebohrer (Ovipositor) in das Gewebe des Stängels einsenkt. Sie wird aber von einer Vielzahl unterschiedlicher Nahrungspflanzen gemeldet, darunter auch Holzgewächse und Gräser. Häufig wird sie auch von Brennnesseln angegeben. Die Art saugt gern an Blüten und Fruchtanlagen.

## Vorkommen
Das Verbreitungsgebiet der Zweipunktigen Wiesenwanze umfasst ganz Europa. Auch in Nordafrika im Nahen Osten, in West- und Zentralasien kommt die Art vor. Sie ist in Europa überall häufig. Nach Nordamerika, Australien und in Neuseeland wurde sie von Menschen eingeschleppt.

## Ökonomische Bedeutung
Die Art gilt als landwirtschaftlicher Schädling. Schäden sind bekannt von Getreidearten, von Kartoffeln (englisch potato bug) und von Rüben. Größere ökonomische Bedeutung als in Europa besitzt die Art in anderen Gebieten, in die sie vom Menschen unbeabsichtigt eingeschleppt worden ist (Neozoon). In Kalifornien ist sie ein gefürchteter Schädling an Pistazien.

## Synonyme
In den meisten älteren Werken ist die Art unter dem Synonym Calocoris norvegicus (auch: norwegicus) enthalten. Hoffmann schlägt als alternativen deutschen Namen „Gemeine Schmuckwanze“ vor.